# Nguyễn Thanh Tùng (Trung tướng)
Nguyễn Thanh Tùng (sinh năm 1968) là một tướng lĩnh Công an Nhân dân Việt Nam, hàm Trung tướng. Ông hiện là Ủy viên Ban Thường vụ Thành ủy, Giám đốc Công an thành phố Hà Nội.

## Xuất thân
Ông sinh năm 1968, người dân tộc Kinh. Ông có quê quán tại xã Long Hưng, huyện Văn Giang, tỉnh Hưng Yên (nay là xã Nghĩa Trụ, tỉnh Hưng Yên).